# Рейссен-Холтен
Рейссен-Холтен (нидерл. Rijssen-Holten) — община в Нидерландах.

## География и история
Община Рейссен-Холтен находится на востоке Нидерландов, в провинции Оверэйссел. Состоит из местечек Бёсеберг, Боркелд, Дейкерхук, Эспело, Холтен, Холтерберг, Холтербрук, Лихтенберг, Лок, Нердорп и Рейссен. Севернее городка Холтен находится крупный природный парк Холтерберг (Natuurpark Sallandse Heuvelrug). Этот район часто посещаем туристами. Парк Холтенберг — единственное место в Нидерландах, где сохранился обитающий в природных условиях тетерев. Большинство населения общины принадлежит к кальвинистской церкви.
Рейссен — это старинный небольшой город, также являющийся туристическим центром. Ещё в 775 году Лебуин здесь проповедует христианскую веру. В начале XIII столетия Рейссен получает городское право. В XVI—XIX столетиях город становится одним из центров текстильной промышленности. Вплоть до недавнего времени пожилых жительниц Рейссена можно было увидеть на его улицах в традиционной национальной одежде. Город окружают леса и рощи.